# Église de la Transfiguration à Budisavci
Pour les articles homonymes, voir Église de la Transfiguration.
L'église de la Transfiguration à Budisavci (en serbe cyrillique : Црква Преображења Христовог у Будисавцима ; en serbe latin : Crkva Preobraženja Hristovog u Budisavcima) est une église orthodoxe serbe située à Budisavc/Budisavci près de Klinë/Klina au Kosovo. Elle a été construite au XIVe siècle et est inscrite sur la liste des monuments culturels d'importance exceptionnelle de la république de Serbie.

## Histoire
Le village de Budisavc/Budisavci est situé à 17 km à l'est de Pejë/Peć. L'église de Transfiguration fait partie d'un métoque du patriarcat de Peć ; elle a été construite au XIVe siècle, sans doute à l'instigation du roi serbe Stefan Milutin, hypothèse étayée par une inscription trouvée sur une plaque de pierre dans la partie est de l'abside. L'église est également associée au souvenir de la sœur du roi Stefan Dečanski. Le monastère a été restauré en 1568, sous le patriarche Makarije. 

## Architecture
L'église de la Transfiguration est construite sur un plan en croix, qui lui donne le type d'harmonie des églises byzantines ; elle est dotée d'une abside à trois pans et d'un narthex et l'ensemble est surmonté d'un dôme qui a été surélevé au XIXe siècle. L'appareil des façades est constitué de pierres et de briques alternées. 

## Décor intérieur
Les fresques d'origine ont été complètement détruites. Après la grande restauration de l'église en 1568, de nouvelles peintures ont été réalisées, parmi lesquelles figure un portrait du patriarche Makarije, considéré comme l'un des plus beaux de la peinture serbe du XVIe siècle. Parmi les trésors de l'église se trouve une icône peinte à la fin du XIVe siècle ou au début du XVe siècle.